# Purnima
 (janvier 2024).
Si vous disposez d'ouvrages ou d'articles de référence ou si vous connaissez des sites web de qualité traitant du thème abordé ici, merci de compléter l'article en donnant les références utiles à sa vérifiabilité et en les liant à la section « Notes et références ».
Pūrṇimā ( sanskrit : पूर्णिमा ) est le mot pour pleine lune en sanskrit. Le jour de Purnima est le jour ( Tithi ) de la pleine lune et marque la division de chaque mois entre les deux quinzaines lunaires ( paksa ), et la Lune est formant une ligne droite, (syzygie) exactement alignée avec le Soleil et la Terre. La pleine lune est considérée comme la troisième des quatre phases primaires de la Lune ; les trois autres phases sont la nouvelle lune, le premier quartier de lune et le troisième quartier de lune.

## Festivals
Les festivals suivants ont lieu à l'occasion de purnima. Le Manava Purana (l'un des Upapuranas ) présente une liste des fêtes qui se déroulent à la pleine lune.
- Kartik Purnima, important pour les traditions Vaishnava et Shaiva, est célébré le jour de pleine lune du mois de Kartika. On l'appelle aussi Tripura Purnima.
- Shravana Purnima est le jour de pleine lune du mois de Shravana. Cette journée porte aussi le nom de Raksha bandhan. Hayagriva Jayanti et Gayatri Jayanti sont également célébrées lors de Shravana Purnima. Cela marque également l'occasion de Raksha Bandhan.
- Vat Purnima est célébrée le jour de la pleine lune du mois de Jyeshtha . Ce jour-là, les femmes prient pour leurs maris en attachant des fils autour d'un banian ( Vat ). Il rend hommage à Savitri, l'épouse légendaire de Satyavan qui a persuadé Yama de redonner la vie à son mari.
- Guru Purnima, les fidèles offrent une puja (culte) à leur gourou, le jour de la pleine lune d'Ashadha. Il est également connu sous le nom de Vyasa Purnima du nom de l'anniversaire de Vyasa, l'auteur du Mahabharata.
- Sharad Purnima ou Kojagiri Purnima, la fête des récoltes d'automne, le jour de pleine lune d'Ashvina.
- Bouddha Purnima, marquant le jour de la naissance de Gautama Bouddha, le jour de la pleine lune de Vaishakha. Kurma Jayanti est également célébré ce jour-là.
- Holi / Phalguna Purnima, la fête printanière des couleurs dans l'hindouisme/bouddhisme/jainisme, le jour de pleine lune de Phalguna.
- Dattatreya Jayanti, commémorant la naissance de la divinité Dattatreya, est célébrée le jour de la pleine lune du mois de Margashira.
- Hanuman Jayanti, donnant naissance à Hanuman, est célébré à la pleine lune du mois lunaire Chaitra. Cependant, cela est célébré à des jours différents selon les États. Alors que l'Orissa célèbre cela sous le nom de Vaisakha Sankranti, l'Andhra Pradesh célèbre Vaisakha Shukla Paksha Dashami, le Kerala le célèbre le mois précédent, Margashira Amavasya, coïncidant avec le Mula nakshatra. Chaitra Purnima est prescrit pour la vénération de Chandra.
- Shakambhari Purnima est célébrée le jour de la pleine lune du mois de Pausha, marquant la descente de la déesse Shakambhari.
- Shraddha Purnima est célébrée le jour de la pleine lune du mois de Bhadra. Ce jour-là, l'Uma Mahesvara Vrata pour la propitiation du couple divin de Shiva Parvati est exécutée, ainsi que Shakra Vrata, où Indra est vénérée pour le bien-être des enfants.